# 皮佐 (保护费)

意大利各省黑手党勒索情况
高
中
低
无

皮佐（義大利語：pizzo，發音：[ˈpittso]）是支付给意大利黑手党的保护费，其在意大利南部尤为普遍。受害者若支付皮佐，则会得到“保护”；若拒绝支付，则可能会遭到报复。
“皮佐”一名可能源自西西里语单词“capizzu”的缩写，“capizzu”意为放置床的地方、供人躺的地方，代指安宁、安全的地方。
黑手党每年从西西里巴勒莫地区的商店和企业勒索超过1.6亿欧元，据调查人员估计，全西西里支付的皮佐金额是这一数字的10倍。大约80%的西西里企业要支付皮佐。根据巴勒莫大学的数据，零售商平均每月要缴纳457欧元皮佐，酒店和餐馆要缴纳578欧元。而据《24小時太陽報》报道，建筑公司每月要缴纳2000多欧元。
20世纪90年代，商人、活动家塔诺·格拉索开始带头打击敲诈勒索，他于1990年创立了意大利第一个反敲诈勒索协会——卡波多兰多商人和企业家协会（Associazione Commercianti ed Imprenditori Orlandini，A.C.I.O.）。巴勒莫商人利贝罗·格拉西是首批拒绝缴纳皮佐者之一。1991年1月，他在当地报纸《西西里日报》的头版刊登了一封公开信，收件人为“亲爱的敲诈者”，谴责了黑手党的敲诈勒索，并公开宣布自己拒绝支付保护费。这封信引起了轩然大波，同年晚些时候，格拉西遭到谋杀。2004年，西西里发起了一场草根运动——再见皮佐（Addiopizzo）。